# Lamprosema magnalis
Lamprosema magnalis là một loài bướm đêm trong họ Crambidae.